# Доржиев, Цырен-Даши Эрдынеевич
Цыре́н-Даши́ Эрдыне́евич Доржи́ев (бур.  Доржиев Эрдэниин Сэрэн-Даша; род. 20 апреля 1962, Сосново-Озерское, Бурятия) — российский политик, депутат Народного Хурала Республики Бурятия VI созыва, Председатель Народного Хурала Республики Бурятия V созыва. Являлся депутатом шести первых созывов Народного Хурала РБ.

## Биография
Цырен-Даши Доржиев родился 20 апреля 1962 года в селе Сосново-Озёрское, Еравнинский район, Бурятская АССР.
После окончания школы поступил в Бурятский сельскохозяйственный институт. В 1984 году Доржиев заканчивает институт по специальности «зоотехник».
С 1984 год по 1987 год работает зоотехником, главным зоотехником совхоза «Сосновский» в родном районе.
В 1987 году переходит на комсомольскую работу, избирается сначала вторым, а затем первым секретарем Еравнинского райкома ВЛКСМ.
В 1989 году Цырен-Даши Доржиев назначается директором совхоза «Сосновский». В 1991 года по 1994 год работает председателем правления колхоза «Улан-Туя» Еравнинского района.
С 1994 года по 1999 год — глава местного самоуправления Еравнинского района Республики Бурятия.
В 1994 году Доржиев был избран депутатом Народного Хурала Республики Бурятия I созыва.
В январе 2000 года Доржиев избран Председателем Комитета Народного Хурала Республики Бурятия по бюджету, налогам, финансам и банкам. Член фракции «Единая Россия».
28 августа 2015 года Цырен-Даши Доржиев на альтернативных выборах избран Председателем Народного Хурала Республики Бурятия V созыва.
В 2018 году избран депутатом Народного Хурала Республики Бурятия шестого созыва от одномандатного избирательного округа № 29.  Дата начала полномочий: 19 сентября 2018 года. В 2023 году не вошёл в состав депутатов Народного Хурала Республики Бурятия VII созыва, что фактически обозначило конец его политической карьеры и выход на пенсию.

## Задержание силовиками
Силовики задержали экс-спикера хурала Бурятии по подозрению в мошенничестве. Об этом сообщает РИА Новости со ссылкой на источник в силовых структурах.
«Бывшего председателя народного хурала Цырен-Даши Доржиева задержали сегодня по ст. 159 УК РФ (мошенничество). Сейчас идут следственные действия», – рассказал собеседник агентства. По его словам, задержание экс-спикера парламента – это следствие прошедших ранее у него обысков. Причина задержания может быть связана с делами строительной компании «Витим», уточнил источник агентства. Задержание связано с его сыном, который бежал в Республику Корею, после этого сын был объявлен в розыск

## Награды и звания
- Почетная грамота Народного Хурала Республики Бурятия (1999)
- Почетная грамота Республики Бурятия (2003)
- Знак отличия «Парламент России» (2006)
- Орден «За вклад в развитие потребительской кооперации России» (2006)
- Юбилейная медаль «350 лет добровольного вхождения Бурятии в состав Российского государства» (2011)
- Медаль «180 лет потребительской кооперации Российской Федерации» (2011)
- Медаль Агвана Доржиева (2014)
- Заслуженный работник Агропромышленного комплекса Республики Бурятия (1998)
- Залуженный экономист Российской Федерации (2008)